# Zarzo
El zarzo es un material de construcción ligero hecho tejiendo ramas delgadas (ya sean enteras o, más habitualmente, divididas) o listones verticales entre estacas para formar una red tejida. Ha sido comúnmente usado para hacer cercas y vallas para delimitar el suelo o el manejo del ganado. El zarzo puede fabricarse como paneles sueltos, ranurados entre la armadura de madera para hacer paneles de relleno, o puede ser hecha en el lugar para formar el conjunto de una valla o pared. La técnica se remonta a tiempos neolíticos.

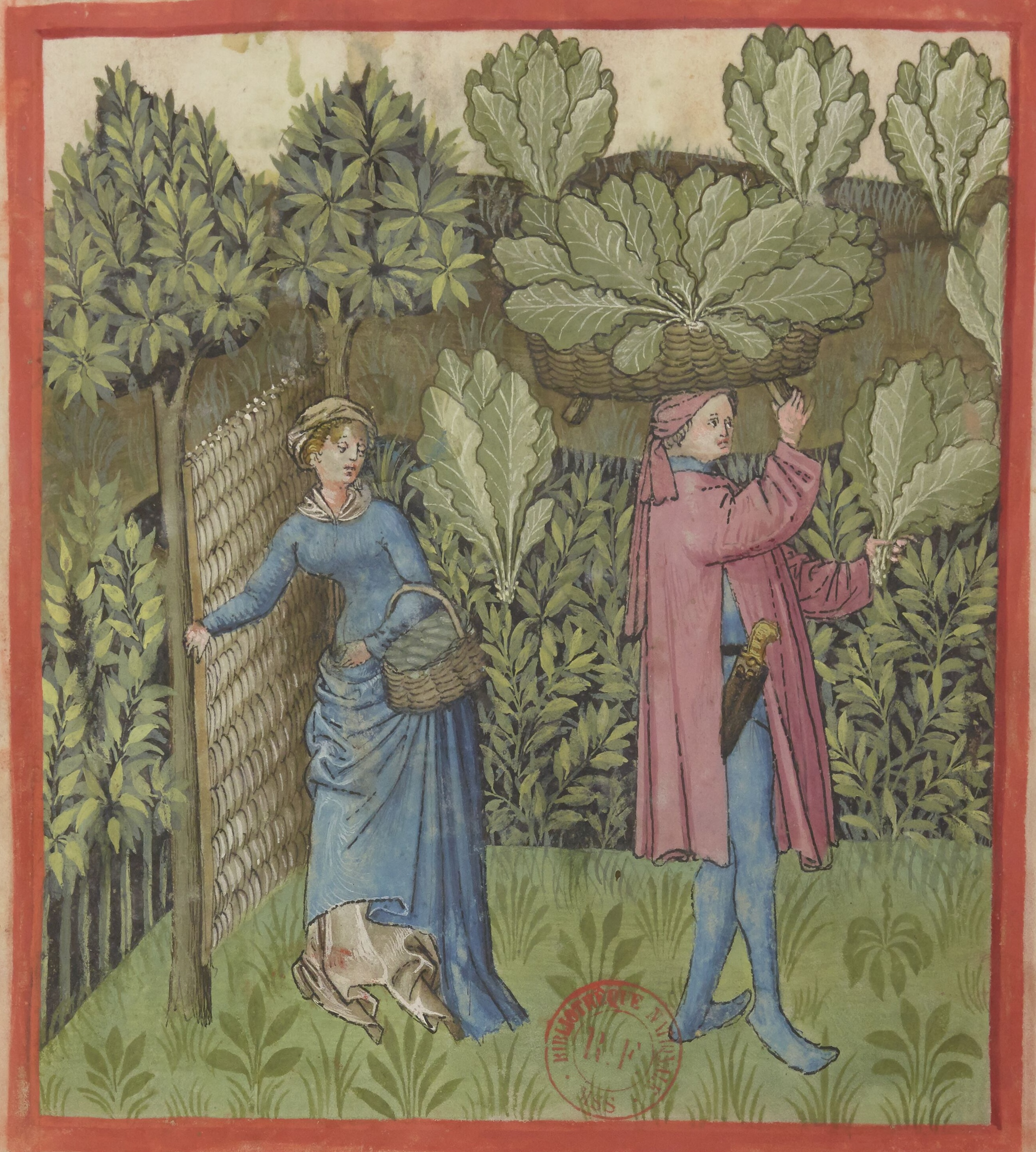
Una puerta de zarzo tejido mantiene a los animales fuera del campo de coles (Tacuinum Sanitatis,, Rouen).

## Descripción

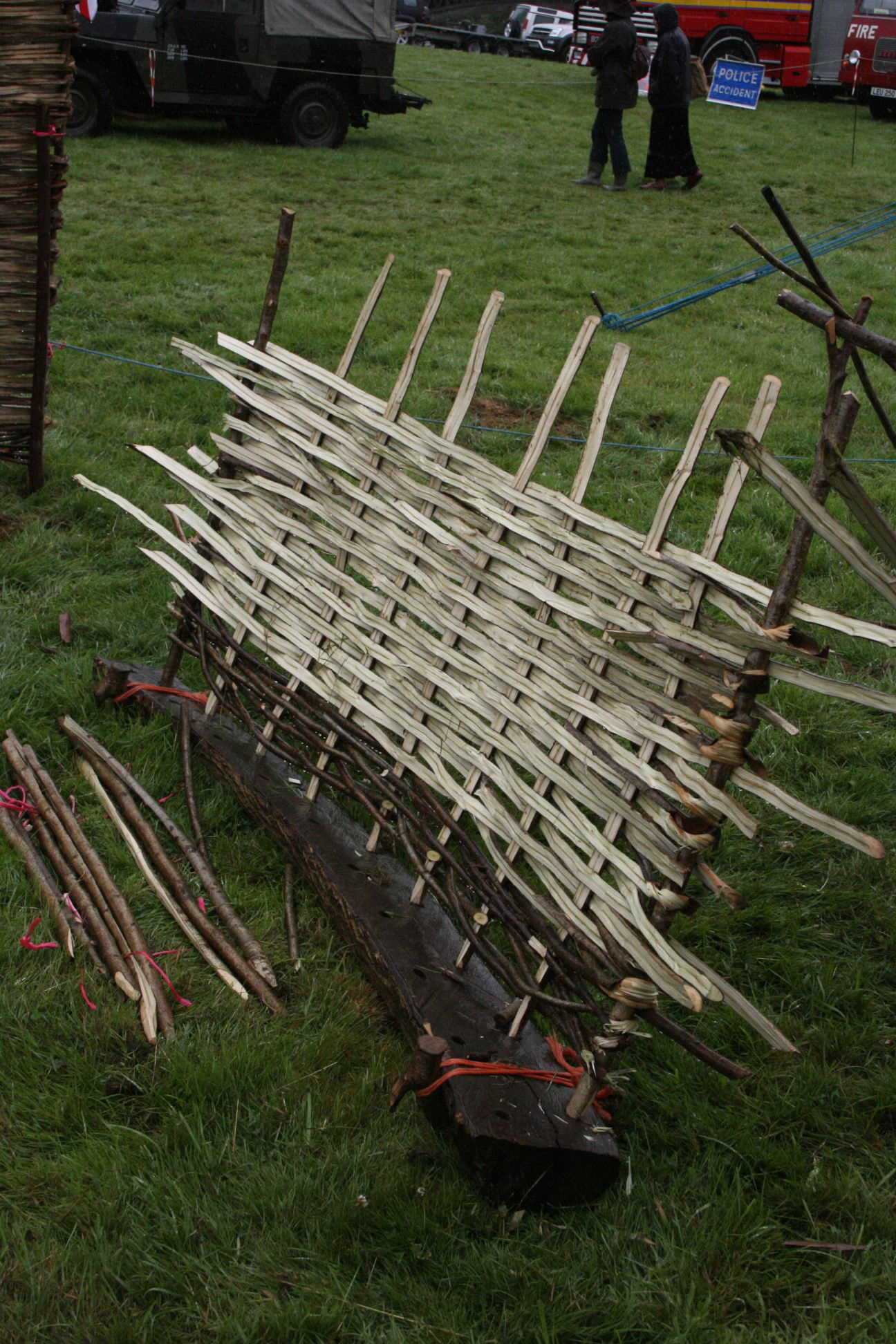
Una valla móvil de zarzo en fase de construcción.

Se utiliza para conformar la subestructura del bahareque, un material de construcción compuesto utilizado para la fabricación de muros, en los que el zarzo se embadurna con un material aglutinante, generalmente con alguno o algunos de los siguientes materiales: barro, arcilla, arena, estiércol o paja. El bahareque se ha utilizado durante al menos 6000 años, y sigue siendo un importante material de construcción en muchas partes del mundo. Este proceso es similar al material más moderno de listones y yeso, un material de construcción común para superficies de paredes y techos, en los que se cubren una serie de tiras de madera clavadas con yeso alisado en una superficie plana. Muchos edificios históricos incluyen la construcción de adobe y barro, y la técnica es cada vez más popular en las zonas más desarrolladas como de bajo impacto, técnica de construcción sostenible.

## Paneles cuadrados
Los paneles cuadrados son paneles grandes y anchos utilizados como valla móvil o paneles de construcción en algunos tipos de casas antiguos de estructura de madera. Tienen una forma cuadrada, aunque a veces son triangulares para dar cabida a arcos de refuerzo o elementos decorativos. Este estilo requiere que el zarzo tenga barbas para un mejor agarre del barro.
Para insertar zarzos en un panel cuadrado se requieren varios pasos. En primer lugar, una serie de agujeros uniformemente espaciados están perforados a lo largo de la mitad de la cara interior de cada madera superior. A continuación, una ranura continua que se corta a lo largo del centro de cada cara interior de la madera inferior en cada panel. Maderas finas verticales, conocidas como bastones, se insertan y éstos sostienen el panel entero dentro de la estructura de madera. Los bastones se colocan en los agujeros y, a continuación en las ranuras. Deben ser colocados con suficiente espacio para permitir tejer los zarzos flexibles horizontales.